# Lufthansa Italia
Lufthansa Italia S.p.A, con sede en Milán, Italia, fue una aerolínea italiana filial de Lufthansa. La aerolínea comenzó el 2 de febrero de 2009 y cesó sus operaciones el 29 de octubre de 2011.

## Destinos

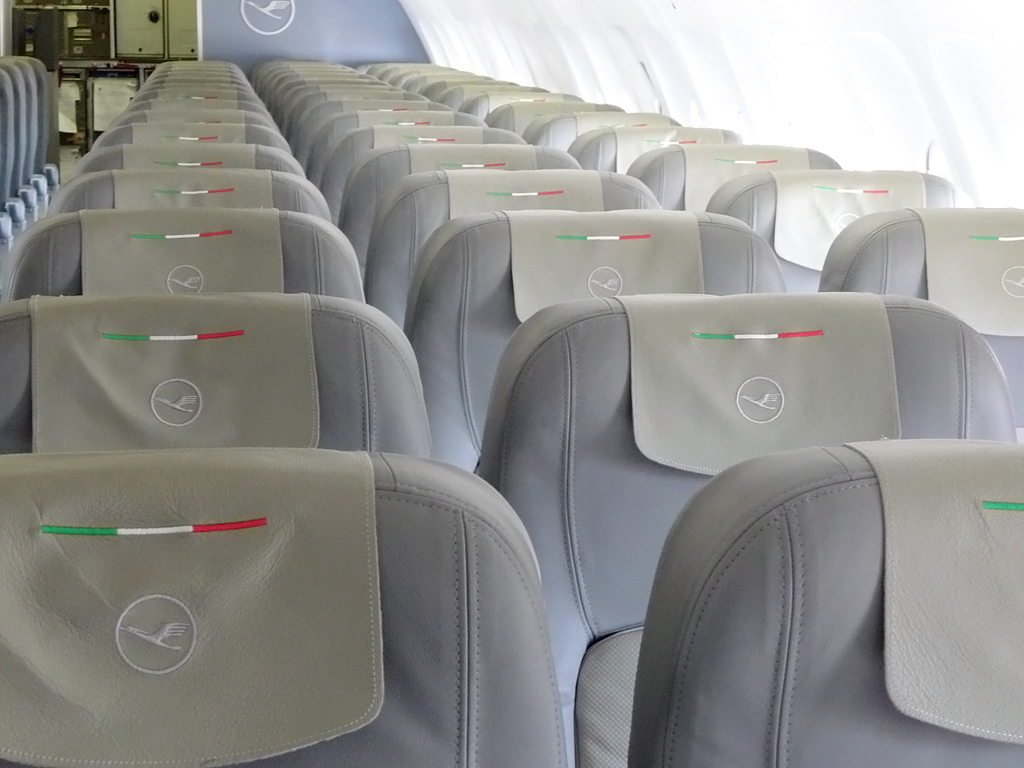

### Europa
- Francia
  - París (Aeropuerto de París-Charles de Gaulle)
- Hungría
  - Budapest (Aeropuerto de Budapest-Ferihegy)
- Italia
  - Bari (Aeropuerto de Bari)
  - Milán (Aeropuerto de Milán-Malpensa) HUB
  - Nápoles (Aeropuerto de Nápoles)
- Portugal
  - Lisboa (Aeropuerto de Lisboa)
- Rumanía
  - Bucarest (Aeropuerto Internacional de Bucarest-Henri Coandă)
- España
  - Barcelona (Aeropuerto de Barcelona)
  - Madrid (Aeropuerto de Madrid-Barajas)
- Reino Unido
  - Londres (Aeropuerto de Londres-Heathrow)

## Flota aérea
La flota de Lufthansa Italia se compone de las siguientes aeronaves (a 1 de diciembre de 2010).
- 7 Airbus A319